# Loews Philadelphia Hotel
Loews Philadelphia Hotel – budynek w Filadelfii w USA. Został zaprojektowany przez Howe and Lescaze. Budowa zakończyła się w 1932 roku. Ma 150 metrów wysokości i 38 pięter. Jest wykorzystywany jako hotel. Został wykonany w stylu międzynarodowym jako pierwszy wieżowiec w USA.